# People (časopis)
People je americký časopis, který vychází s týdenní periodicitou. Zaměřuje se na život celebrit a společenská témata. Časopis byl založen roku 1974, tvůrcem konceptu byl novinář a manažer Andrew Heiskell. Vydavatelem i zakladatelem je společnost Time Inc. Jde o nejčtenější časopis v USA. Ústředí časopisu je v New Yorku, udržuje kanceláře i v Los Angeles a v Londýně. Z ekonomických důvodů uzavřel kanceláře v Austinu, Miami a Chicagu v roce 2006. Populární a jinými médii citované jsou každoroční ankety Nejzajímavější lidé roku, 100 nejkrásnějších lidí, Nejvíc sexy žena atd. Na titulní straně prvního čísla v roce 1974 byla americká herečka Mia Farrowová. V Austrálii časopis vychází pod názvem Who, neboť název People byl již zabrán jiným médiem. V roce 1996 začala vycházet španělskojazyčná mutace People en Español. Roku 2010 začala vycházet mezinárodní anglickojazyčná verze, jejíž obsah se částečně liší od americké. Roku 1998 vznikl časopis využívající značku People zaměřený na mladé a dostal název Teen People.